# Ліке Мартенс
Ліке Мартенс (нід. Lieke Elisabeth Petronella Martens, 16 грудня 1992) — нідерландська футболістка, яка грає на позиціях півзахисниці та форварда, гравчиня року ФІФА (2017), гравчиня року УЄФА (2017). Переможниця Чемпіонату Європи з футболу серед жінок 2017 у складі збірної Нідерландів. З 2017 року виступала за клуб «Барселона». У 2022 році підписала трисезонний контракт з «ПСЖ».

## Кар'єра
Ліке Мартенс почала грати в футбол у віці п'яти років у «RKVV Montagnards» у Бергені. У віці 16 років виступала за клуб «SC Heerenveen», у жіночій футбольній прем'єр-лізі Нідерландів. За цей клуб у сезоні 2009/10 вона забила двічі за 18 матчів. У 2010 р. Л. Мартенс з Нідерландами брала участь у чемпіонаті Європи до 19 р. Вона зробила чотири голи в фінальному турнірі (Нідерланди поступилися у півфіналі за пенальті). Загалом за збірну Nederland–19 Мартенс зіграла 27 матчів і забила 8 голів. Влітку 2010 року вона перейшла до «VVV-Venlo», з яким у сезоні 2010/11 провела 20 матчів і забила 9 голів. У сезоні 2011/12 виступала за «Standard Liège» у бельгійському Дивізіоні I; там у 25 матчах Л. Мартенс відзначилася 17 голами. 22 серпня 2011 року Мартенс дебютувала у збірній Нідерландів. За збірну Нідерландів станом на кінець 2017 року Л. Мартенс провела 80 матчів, відзначилася 33 голами й допомогла збірній стати чемпіоном Європи-2017. У 2012 футболістка перейшла до клубу бундесліги «FCR 2001 Duisburg». З 2014 до 2017 року виступала у Вищому дивізіоні Швеції, спочатку за клуб «Göteborg» (2014 і 2015), потім за клуб «Rosengård» (2016 і 2017). 12 липня 2017 року вона підписала контракт з «Барселоною». У 2017 році провела за Барселону 7 матчів і відзначилася 2 голами.

## Нагороди

### Клубні
Стандард
- Бельгійська Суперліга: 
  - Переможець (1): 2011–12
- Суперкубок БеНе: 
  - Володарка (1): 2011

Русенгорд
- Кубок Швеції: 
  - Володарка (1): 2015–16
- Суперкубок Швеції: 
  - Володарка (1): 2016

Барселона
- Ліга чемпіонів УЄФА серед жінок:
  - Переможець (1): 2020–21[1]
- Чемпіонат Іспанії: 
  - Переможець (3): 2019–20, 2020–21, 2021–22
- Кубок Іспанії: 
  - Володарка (4): 2018, 2019–20, 2020–21, 2021–22
- Суперкубок Іспанії: 
  - Володарка (2): 2019–20, 2021–22
- Кубок Каталонії: 
  - Володарка (3): 2017, 2018, 2019

Парі Сен-Жермен
- Кубок Франції: 
  - Володарка (1): 2023–24[2]

### Збірна
- Чемпіонат Європи з футболу серед жінок:
  - Переможець (1): 2017
- Кубок Алгарве:
  - Переможець (1): 2018[3]
- Чемпіонат світу з футболу серед жінок:
  - Фіналістка (1): 2019